# Nomen illegitimum
Nomen illegitimum (latim para nome ilegítimo) é um nome técnico, usado principalmente em botânica. É normalmente abreviado como nom. illeg.. 
Um nomen illegitimum é um nome publicado de maneira válida, mas que está em contravenção em relação a algum artigo disposto pelo Congresso Internacional de Botânica. O nome poderá ser ilegítimo porque:
- (artigo 52) - era supérfluo à altura da sua publicação, isto é, o táxone (tal como representado pelo tipo) já tem um nome, ou
- (artigo 53) - o nome já estava aplicado a outra planta (homónimo).

Para o processo de rejeição de outros nomes legítimos, veja Nomen conservandum.

## Exemplos
- "O nome genérico Cainito Adans. (1763) é ilegítimo porque era um nome supérfluo para Chrysophyllum L. (1753), que Adanson citou como sinónimo."[1]
- "O nome Amblyanthera Müll. Arg. (1860) é um homónimo posterior de Amblyanthera Blume (1849), publicado de maneira válida, e como tal não disponível para uso, apesar de Amblyanthera Blume ser actualmente considerado um sinónimo de Osbeckia L. (1753)."[1]
- "O nome Torreya Arn. (1838) é um nomen conservandum e como tal está disponível para uso, apesar da existência do homónimo anterior, Torreya Raf. (1818)."[1]